# Petaurus gracilis
Petaurus gracilis är en pungdjursart som först beskrevs av de Vis 1883. Petaurus gracilis ingår i släktet Petaurus och familjen flygpungekorrar. Inga underarter finns listade.

## Utseende
Arten är större och tyngre än Petaurus norfolcensis och Petaurus breviceps. Hanar når en kroppslängd (huvud och bål) av 230 till 275 mm, en svanslängd av 335 till 395 mm och en vikt av 345 till 500 g. Honor är med en kroppslängd av 225 till 270 mm, en svanslängd av 345 till 405 mm och en vikt mellan 310 och 454 g något mindre. Liksom hos andra flygpungekorrar är svansen yvig.
Pälsen har på ovansidan en brun- till gråaktig päls med en svartaktig längsgående strimma på ryggens topp. Undersidan är täckt av mahogny till krämfärgad päls. Även flygmembranen är täckt med hår. Artens bakfötter påminner om händer i utseende och de har en motsättlig stortå.

## Utbredning och habitat
Pungdjuret förekommer i nordöstra Australien i delstaten Queensland. Arten vistas i öppna skogar och andra områden med träd.

## Ekologi
Vanligen förekommer monogama par men det finns även ensamma individer (oftast hanar). Ett par har upp till 16 bon i sitt utbredningsområde och en ensam individ upp till 9 bon. Liksom andra flygpungekorrar klättrar arten främst i växtligheten och dessutom kan den sväva från träd till träd. Arten är huvudsakligen nattaktiv. Petaurus gracilis kan glidflyga upp till 60 meter.
Födan utgörs främst av pollen och nektar. I mindre mått ingår ryggradslösa djur i födan.
Honan föder under den torra perioden mellan april och oktober en eller två ungar. Ungarna diar sin mor fyra till fem månader och de blir könsmogna efter 12 till 18 månader.

## Upptäcktshistoria och status
Efter den första beskrivningen från 1883 betraktades populationen länge som underart till Petaurus norfolcensis. Efter en revision från 1993 med hjälp av konserverade päls och skelett samt med hjälp av infångade levande exemplar godkänns Petaurus gracilis som art.
Denna flygpungekorre hotas av skogsavverkningar och av svedjebruk. I flera fall ersattes skogen med jordbruksmark och trädodlingar. IUCN kategoriserar arten globalt som starkt hotad.